# Santa Anita (Argentina)
Santa Anita es un municipio del distrito Genacito con una parte en el distrito Gená del departamento Uruguay en la provincia de Entre Ríos, República Argentina. El municipio comprende la localidad del mismo nombre y un área rural.

## Fundación
Fue fundada oficialmente el 14 de julio de 1900 por el sacerdote alemán Enrique Becher junto a colonos alemanes del Volga como cofundadores. La población de las primeras colonias de alemanes en Entre Ríos aumentaba por la alta natalidad y los nuevos contingentes se sumaban año tras año a los ya establecidos. Como consecuencia de esto, los propietarios de las tierras lindantes a las colonias aumentaban dramáticamente los precios porque confiaban en que la voluntad de los colonos alemanes de mantenerse unidos. A pesar de que muchos lo hicieron, en un momento dado la situación llegó a un límite y el padre Enrique Becher, sacerdote del Verbo Divino, los alentó a fundar otra colonia. Así fue que este logró conseguir las primeras tierras (6500 hectáreas iniciales a las que se le anexarían otras después), cerca de la Estación Gobernador Urquiza, en el departamento Uruguay, propiedad de Juan Van Deurs y herederos. Enterado de que la colonia se establecería en una estancia llamada Santa Anita, el padre Arnoldo Janssen sugirió mantener el nombre, con lo cual Santa Ana devino en la santa patrona de la colonia.

## Actualidad
La plaza central con un diseño original y moderno lleva el nombre de "Plaza del Inmigrante" en memoria de todos aquellos que anónimamente trabajaron para fundar esta localidad. Santa Anita tiene un polideportivo municipal y a su vez el Centro Deportivo El Porvenir. Está en construcción un Camping Municipal con dos piletas con infraestructura para el verano ofrece la colonia de verano en la cual los niños participan desde nadar hasta acampar en los campamentos gratuitos.
Fútbol Infantil: En Santa Anita también cuentan con un fútbol infantil en el cual los niños se divierten haciendo el deporte que les gusta, participando también de ligas, campeonatos, etc.
```
         Deportes:
         Patín Artístico
         Futbol Infantil
         Vóley
         Colonia de Verano
```

## Atractivos
- Fiesta Nacional de la Trilla: cada diciembre se realiza en nuestra localidad dicho evento, que consta de demostrar al público como trabajaban los antepasados la tierra con las máquinas agrícolas, las mismas que hoy se encuentran en funcionamiento y en perfecto estado.

- Iglesia: Este templo parroquial inaugurado para la Navidad de 1913 es una obra arquitectónica digna de conocer. Posee dimensiones monumentales y una mezcla de estilo Gótico y Romántico.
- Plaza "Del Inmigrante".
- Pileta y Camping "Mein Andenken" (Mi Recuerdo), complejo privado que cuenta con 2 piletas y una proveeduría.

En la época de verano organiza la Fiesta de la Polka y el Chamamé en la cual ha efectuado una masiva concurrencia superando la cantidad de habitantes que hay en esta aldea. Últimamente se ha sumado la Fiesta de la Cerveza con la presencia de cervezas artesanales, comidas típicas y grupos musicales tradicionales de la cultura de los alemanes del Volga
- Santa Anita cuenta también con piletas olímpicas y recreo, así como un camping municipal con todos los servicios. Lugar apto para la práctica de pesca.

## Religiosidad

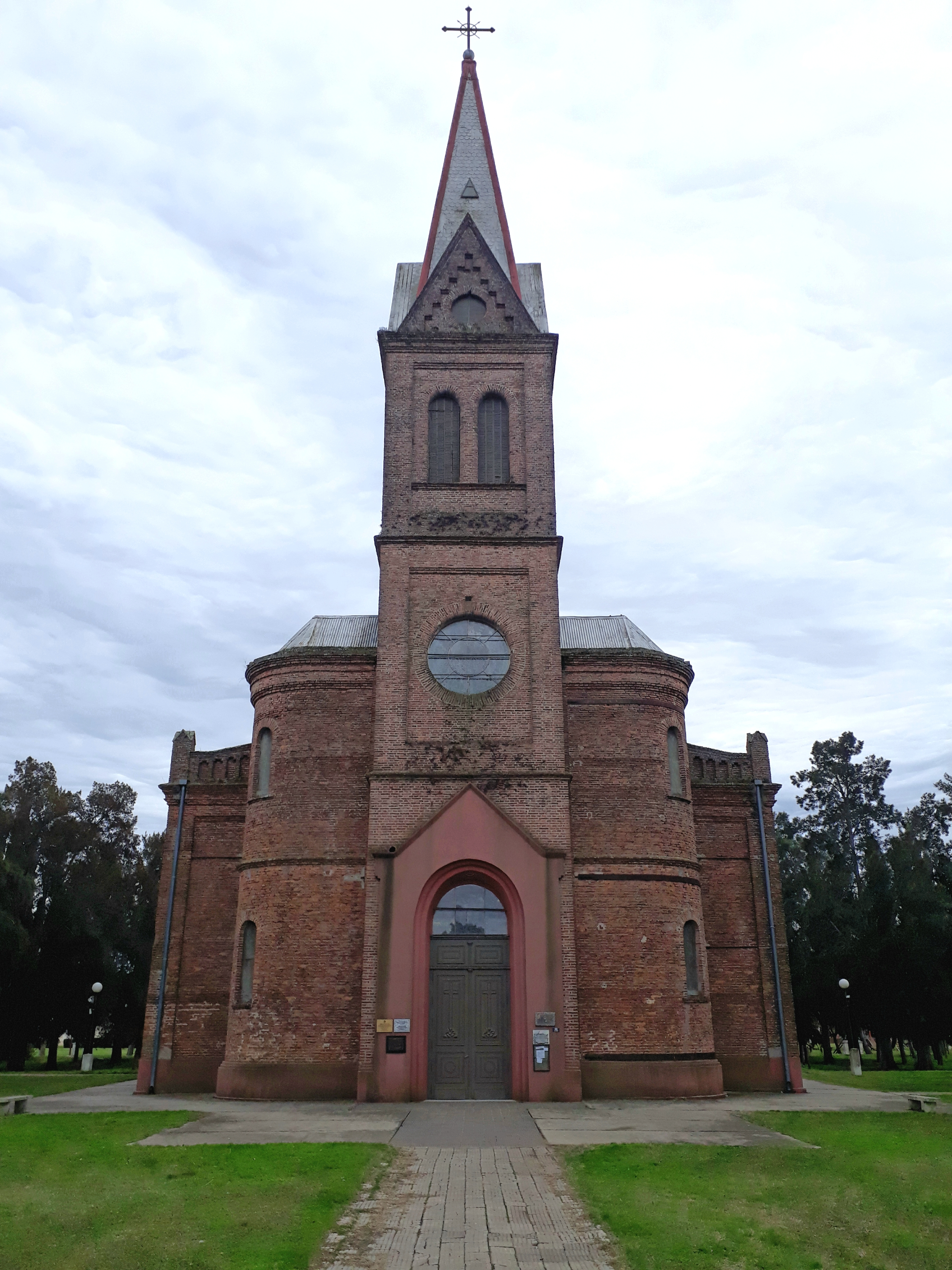
Iglesia Cristo Rey

Santa Anita, junto con San Miguel Arcángel de la provincia de Buenos Aires, otra colonia de alemanes del Volga, son las dos localidades de Argentina que más religiosos de la Iglesia católica han dado al país. 

## Parroquias de la Iglesia católica en Santa Anita
| Diócesis   | Gualeguaychú |
| ---------- | ------------ |
| Parroquias | Santa Ana    |

## Hermanamientos
- Hosenfeld, Hesse, Alemania (12 de mayo de 2017)[4]